# Usuppur
Usuppur es una ciudad censal situada en el distrito de Cuddalore en el estado de Tamil Nadu (India). Su población es de 8221 habitantes (2011). Se encuentra a 46 km de Cuddalore.

## Demografía
Según el censo de 2011 la población de Usuppur era de 8221 habitantes, de los cuales 4082 eran hombres y 4139 eran mujeres. Usuppur tiene una tasa media de alfabetización del 90,87%, superior a la media estatal del 80,09%: la alfabetización masculina es del 93,97%, y la alfabetización femenina del 87,83%.